# Solo – A tökéletes fegyver
A Solo – A tökéletes fegyver (eredeti cím: Solo) 1996-ban bemutatott amerikai sci-fi akciófilm, melyet Robert Mason 1989-es Fegyver című regénye alapján Norberto Barba rendezett. A főbb szerepekben Mario Van Peebles, William Sadler, Adrien Brody, Barry Corbin és Demián Bichir látható.
Az Amerikai Egyesült Államokban 1996. augusztus 23-án mutatták be a mozikban, gyenge kritikai fogadtatás mellett. 

## Cselekmény
Solo egy android, melyet tervezői katonai gyilkológépnek alkottak meg. Haines tábornok Közép-Amerikába küldi, hogy gerillalázadók ellen harcoljon, azonban Solo programozásába olyan hiba csúszik, ami miatt lelkiismeret és együttérzés alakul ki benne. Tervezői megpróbálják újraprogramozás céljából visszahozni, de ő helikopterrel a dzsungelbe menekül. Elsődleges energiaforrása megsérült az első küldetés során, így Solo kénytelen egy sokkal gyengébb másodlagos energiaforrásra váltani.
Solo egy kis falusi közösséghez csatlakozik, amelyet állandó gerillatámadás fenyeget: az android megvédi a falusiakat, cserébe az elektromos generátoruk használatáért (amelyet korábban egy televízió áramellátására használtak). Ott megtanul "blöffölni" egy Miguel nevű fiútól, aki barátjának tekinti őt.
Solo segít a falusiaknak elűzni Riót, a helyi hadurat és annak kis magánhadseregét. Egy csapat kommandóst küldenek Solo visszaszerzésére vagy megsemmisítésére, akik szövetkeznek Rióval. A kommandósok szadista vezetője, Frank Madden ezredes gyűlöli Solót, mert úgy véli, az elveszi az ő és emberei munkáját. Solo alkotóját, Dr. Bill Stewartot magával viszi csalinak, a férfi halálos sérülést szenved, de Solo megszökik a csapdából. Miután elfoglalták a falut, a lázadók és a kommandósok megpróbálják megölni Solót, de a robot mindannyiukkal végez.
Rio parancsnok elárulja Maddent, aki egy automata gránátvetővel próbálja megölni Solót. Solo pusztakezes közelharcba kerül Maddennel, melynek során eltörik az ezredes gerince, de ő túléli ezt. Egy felbukkanó helikopter azonban váratlanul egy erősebb robotot hoz, amely egy többcsövű fegyverrel van felfegyverkezve, és Madden arcát viseli. Az MkII névre hallgató android megöli Maddent és Solo nyomába ered. Solo megmenti a falusiakat és újonnan szerzett blöfftudását felhasználva elpusztítja MkII-t. Miután a két robot halálos harcot vív egy templomban, a katonák távoznak, mivel úgy gondolják, mindkét egység megsemmisült, és lehetetlen lenne újjáépíteni őket. Miguel meggyászolja barátját, mert azt hiszi, a robot elpusztult, de később meghallja annak nevetését.

## Szereplők
| Színész           | Szerep                                  | Magyar hang    | Magyar hang     |
| Színész           | Szerep                                  | 1. szinkron    | 2. szinkron     |
| ----------------- | --------------------------------------- | -------------- | --------------- |
| Mario Van Peebles | Solo                                    | Galambos Péter | Bognár Tamás    |
| William Sadler    | Frank Madden ezredes / Fejlesztett Solo | Balázsi Gyula  |                 |
| Adrien Brody      | Dr. Bill Stewart                        | Kálid Artúr    | Markovics Tamás |
| Barry Corbin      | Clyde Haynes tábornok                   | Kránitz Lajos  |                 |
| Demián Bichir     | Rio                                     |                |                 |
| Jaime Gomez       | Lorenzo őrmester                        |                |                 |
| Seidy López       | Agela                                   |                |                 |
| Abraham Verduzco  | Miguel                                  |                |                 |
| Joaquín Garrido   | Vasquez                                 |                |                 |

## A film készítése
Lawrence Gordon producer megvásárolta a Fegyver, valamint Robert Mason más könyveinek szerzői jogait.
A fekete párduc megrendezése után Mario Van Peebles olyan projektet keresett, amelyben egy komplex karaktert alakíthat. Úgy érezte, a Solo a felsőbbrendű technológia által fenyegetett őslakosok ábrázolásával lehetőséget nyújt erre. A filmet teljes egészében a mexikói Puerto Vallartában forgatták.

### Kritikai visszhang
A Rotten Tomatoes weboldalon 36 kritika alapján 8%-os értékelést kapott, a konszenzus szerint "ripacskodó alakításaival és unalmas karaktereivel a Solo egy túlzottan egysíkú akciófilm, amely egyszerre kiszámítható és azonnal feledhető.

## Fordítás
- Ez a szócikk részben vagy egészben  a   Solo (1996 film) című angol Wikipédia-szócikk fordításán alapul.  Az eredeti cikk szerkesztőit annak laptörténete sorolja fel. Ez a jelzés csupán a megfogalmazás eredetét és a szerzői jogokat jelzi, nem szolgál a cikkben szereplő információk forrásmegjelöléseként.